# Iberno-normanni
Il termine Iberno-Normanni designa quei signori Normanni che si stabilirono in Irlanda, abbandonando o allentando la loro lealtà nei confronti dei colonizzatori anglo-normanni in Inghilterra. Il prefisso "iberno" significa "relativo all'Irlanda o all'Irlandese", dalla parola Hibernia. La famiglia de Burghs o Burke, i FitzGerald, i Butler ed i de Berminghams sono tra le famiglie più importanti di questo ramo.
Fitz è un prefisso caratteristico normanno, che significa "figlio di" (anche filz, fiz, dal latino filius "figlio") prima del nome del padre o di un titolo (es. FitzGerald sta per Figlio di Gerald; FitzRoy sta per Figlio del Re). Dalla fine del XVI secolo gli Hiberno-Normanni iniziarono ad essere chiamati Old English. Nel linguaggio irlandese, essi erano conosciuti con il termine di gaill ovvero "stranieri". Gli Inglesi nati in Inghilterra erano invece chiamati sassenach ovvero "sassoni".